# IC 4249
IC 4249 — галактика типу Sab (компактна витягнута галактика) у сузір'ї Гідра.
Цей об'єкт міститься в оригінальній редакції індексного каталогу.